# Арон Ленон
Арон Џастин Ленон енгл. Aaron Justin Lennon (рођен 16. априла 1987. у Лидсу Енглеска) је енглески фудбалер, који тренутно игра за Бернли.

## Каријера
Ленон је започео своју професионалну каријеру у дресу Лидс јунајтеда. Оборио је рекорд као најмлађи фудбалер икада који је потписао спонзорски уговор. Када је склопио уговор са Адидасом 2001. године, имао је само 14 година. Постао је и најмлађи играч у историји Премијер лиге. Имао је 16 година и 129 дана када је августа 2003. ушао са клупе у игру на утакмици против Тотенхем хотспура, коју је његов тим изгубио са 2-1. Први и једини гол у дресу Лидса је постигао 26. децембра 2004. против Сандерланда (3—2).
Због финансијских тешкоћа у којима се нашао Лидс је био принуђен да прода неколико играча, међу кокима и Ленона. Ленон је прешао у Тотенхем хотспур јуна 2005. уз обештећење од око милион фунти. За Тотенхем је дебитовао у августу 2005. против Челсија, а први гол је постигао 18. марта 2006. против Бирмингем ситија.
Био је номинован за најбољег младог играча Премијер лиге у сезони 2005/06, 2006/07. а затим и у сезони 2008/09. Први пут је награда припала Вејну Рунију, други пут Кристијану Роналду а трећи Ешлију Јангу.

## Репрезентација
- За младу фудбалску репрезентацију Енглеске је одиграо пет утакмица, (2005—2008);
- За Б репрезентацију Енглеске је одиграо две утакмица, (2006—2007);
- За сениорску репрезентацију Енглеске је одиграо 13 утакмица, (2006- )

Ленон је за репрезентацију Енглеске до 21 године први пут наступио октобра 2005. Тадашњи селектор, Свен Горан Ериксон га је уврстио у састав репрезентације за Светско првенство 2006. и поред тога што до тада није забележио ниједан наступ за најбољу репрезентацују.
Забележио је пре тога два наступа за Б репрезентацију, а дебитовао је у А репрезентацији 2. јуна 2006. на припремној утакмици пред одлазак на Светско првенство против Јамајке (6—0). На Светском првенству је у другој утакмици такмичења по групама против Тринидада и Тобага у игру ушао са клупе, уместо Дејвида Бекама. У утакмици четвртфинала против Португалије је поново ушао у игру уместо Бекама, који се тада повредио. Пред само извођење једанестераца Ленона је заменио много искуснији Џејми Карагер. Португал је ипак прошао даље након бољег извођења једанестераца.
Први пут је почео утакмицу у квалификација за Европско првенство 2008. против Израела 24. марта 2007. Поново се нашао у стартних једанест само четири дана касније против Андоре.
Од тада за репрезентацију није играо пуне две године. У национални тим га је поново позвао Фабио Капело. Прво је почео пријатељски меч против Словачке 28. марта 2009. а затим и меч квалификација за Светско првенство 2010. 1. априла 2009. против Украјине. Од тада се усталио у стартној постави.

## Трофеји

### Тотенхем хотспур
- Лига Куп 1
  - 2008.

### Појединачни
- Играч месеца Премијер лиге 1
  - март 2009.